# Daniel Dolan
Daniel Lytle Dolan (Detroit, 28 maggio 1951 – West Chester, 26 aprile 2022) è stato un vescovo statunitense, di posizione cattolico tradizionalista aderente al sedevacantismo.

## Biografia
Nel 1965 entra nel seminario minore dell'arcidiocesi di Detroit e prosegue gli studi nell'ordine cistercense ed infine al seminario internazionale San Pio X a Ecône in Svizzera, dove viene ordinato sacerdote da mons. Marcel Lefebvre il 29 giugno 1976 (festa dei Santi Pietro e Paolo). Già nel 1973, da seminarista, giunge alla conclusione che Paolo VI non possa essere papa. Nel 1977 padre Dolan torna negli Stati Uniti e in pochi anni fonda 35 centri di Messa per la Fraternità, dalla quale viene però espulso nel 1983 insieme ad altri otto sacerdoti, perché si erano rifiutati di accettare le riforme introdotte da Mons. Lefebvre in vista dell'accordo con il Vaticano. Nel 1989 Dolan entra in contatto con la Congregazione di Maria Regina Immacolata (CMRI) e il 30 novembre 1993 viene consacrato vescovo dal superiore di questa congregazione, mons. Mark Pivarunas.
Dolan ha svolto il proprio apostolato negli USA, principalmente nella sede di St. Gertrude the Great, in Messico e in Europa.
Padre McKenna ha annunciato la morte del vescovo Dolan con un tweet il 26 aprile 2022.

## Genealogia episcopale
La genealogia episcopale è:
- Patriarca Eliya XII Denha
- Patriarca Yukhannan VIII Hormizd
- Vescovo Isaie Jesu-Yab-Jean Guriel
- Arcivescovo Yosep V Hindi
- Patriarca Yosep VI Audo
- Patriarca Eliya XIV Abulyonan
- Patriarca Yosep Emmanuel II Thoma
- Vescovo François David
- Vescovo Antonin-Fernand Drapier
- Arcivescovo Pierre Martin Ngô Đình Thục
- Vescovo Moisés Carmona
- Vescovo Mark Pivarunas
- Vescovo Daniel Dolan